# Otolithoides pama
Otolithoides pama és una espècie de peix de la família dels esciènids i de l'ordre dels perciformes.

## Morfologia
- Els mascles poden assolir 160 cm de longitud total.[5][6]

## Depredadors
A l'Índia és depredat per Anguilla bengalensis bengalensis.

## Hàbitat
És un peix de clima tropical i bentopelàgic.

## Distribució geogràfica
Es troba des del Pakistan fins a Papua Nova Guinea.

## Observacions
És inofensiu per als humans.